# Isten, hazánkért térdelünk
Az Isten, hazánkért térdelünk a magyar szentek himnusza. Dallama Náray György: Lyra Coelestis című könyvéből való. Szövegét Mentes Mihály kanonok-költő írta.
Feldolgozás:
| Szerző               | Mire        | Mű                | Előadás |
| -------------------- | ----------- | ----------------- | ------- |
| Bárdos Lajos         | vegyeskar   | Musica Sacra I/4  | [ 2 ]   |
| Bárdos Lajos         | egynemű kar | Musica Sacra II/2 | ---     |
| Lisznyay Szabó Gábor | vegyeskar   | Isten hazánkért   | ---     |

## Kotta és dallam
Isten, hazánkért térdelünk Elődbe.

Rút bűneinket jóságoddal född be.

Szent magyaroknak tiszta lelkét nézzed,

Érdemét idézzed.

István királynak szíve gazdagságát,

Szent Imre herceg kemény tisztaságát,

László királynak vitéz lovagságát,

Ó, ha csak ezt látnád!

Szent Adalbertnek közbenjárására

Első apátunk, Asztrik példájára

Mór püspökünknek szent imái által

Jussunk mennyországba!

Szent Günter szívét lángra Te gyújtottad.

Szent Szórád-Andrást magányba Te hívtad.

Gellért hajóját tenger viharában

Te hoztad hazánkba.

Szent Erzsébetből hős szeretet árad.

Margit imái vezekelve szállnak.

Minket hiába, Uram, ne sirasson

Áldott Boldogasszony.

Erdélyt vezetted Márton Áron útján,

Sára testvérrel álltál Duna partján,

Gyöngéket védtél Apor püspökünkkel,

Minket most se hagyj el!

Ránk bűnösökre minden verés ráfér,

De könyörögnek ők Magyarországért.

Hadd legyünk mink is tiszták, hősök, szentek:

Hazánkat így mentsd meg!

## Felvételek
- Isten, hazánkért térdelünk elődbe. Santa Cecília (Hozzáférés: 2017. január 3.) (audió)
- Isten hazánkért: Magyar szentek himnusza. YouTube (2013. január 3.)  (Hozzáférés: 2017. január 3.) (audió, fényképek)
- SZVU 293 Isten hazánkért térdelünk elődbe. YouTube (2011. május 11.)  (Hozzáférés: 2017. január 3.) (audió)
- Székely lakodalom: Isten hazánkért térdelünk elődbe. YouTube (2011. április 16.)  (Hozzáférés: 2017. január 3.) (videó)
- Isten, hazánkért térdelünk Elődbe. Szvorák Katalin Szvorák Katalin honlapja (Hozzáférés: 2017. január 3.) (audió)